# Окснард
Окснард (на английски: Oxnard) е най-големият град в окръг Вентура, щата Калифорния, САЩ.
Има население от 210 037 жители (по приблизителна оценка от 2017 г.), общата му площ е 94,79 км² (36,6 мили²). Окснард получава статут на град през 1903 г.